# Готзаманидис, Никос
Никос Готзаманидис (греч. Νίκος Γκοτζαμανίδης; род. 25 января 2001, Катерини) — греческий футболист, защитник клуба «Лариса».

## Клубная карьера
Занимался футболом в системе клуба «Олимпиакоса» из города Пирей. В составе команды выступал в Юношеской лиге УЕФА. В 2020 году перешёл в «Ларису». 20 декабря 2020 года дебютировал в чемпионате Греции, отыграв весь поединок против «Олимпиакоса» (1:5).

## Карьера в сборной
Выступал за юношеские сборные Греции до 16 (2017 год) и до 17 (2016—2018) и до 19 лет (2019 год).